# Regla de Pascal
|  | No s'ha de confondre amb Principi de Pascal. |

En matemàtiques, la regla de Pascal és una identitat combinatòria entre coeficients binomials. Estableix que per a qualsevol nombre natural n es té:
{\displaystyle {n-1 \choose k}+{n-1 \choose k-1}={n \choose k}}
On {\displaystyle 1\leq k<n} i {\displaystyle {n \choose k}} és un coeficient binomial.

## Demostració combinatòria
La regla de Pascal té un significat combinatori intuïtiu. Recardent que {\displaystyle {a \choose b}} és el nombre de formes en què es pot triar un subconjunt de b elements a partir d'un conjunt de a elements. Per tant, el cantó dret de la identitat {\displaystyle {n \choose k}} indica el nombre de formes en què es pot formar un subconjunt de k elements a partir d'un conjunt de n elements.
Ara, suposeu que es distingeix un element particular 'X' del conjunt de n elements. Així, cada cop que es trien k elements per a formar un subconjunt, hi ha dues possibilitats: X pertany al subconjunt escollit o no.
Si X pertany al subconjunt, en realitat només es necessiten triar k-1 objectes més dels n-1 objectes restants (donat que X serà segur al subconjunt). Això es pot fer de {\displaystyle n-1 \choose k-1} formes.
Quan X no és al subconjunt, cal triar tots els k elements a partir del subconjunt format pels n-1 objectes que no són X. Això es pot fer de {\displaystyle n-1 \choose k} formes.
En conlusió el nombre de formes d'agafar un subconjunt de k objectes a partir d'un conjunt de n objectes, (que és {\displaystyle {n \choose k}}), també és igual a
{\displaystyle {n-1 \choose k-1}+{n-1 \choose k}}.

## Demostració algebraica
S'ha de demostrar
{\displaystyle {n \choose k}+{n \choose k-1}} {\displaystyle =} {\displaystyle {n+1 \choose k}}
Es comença escrivint el cantó de la dreta com a
{\displaystyle {\frac {n!}{k!(n-k)!}}+{\frac {n!}{(k-1)!(n-(k-1))!}}}
Reduint a comú denominador i simplificant s'obté
{\displaystyle {\frac {n!}{k!(n-k)!}}+{\frac {n!}{(k-1)!(n-k+1)!}}}
{\displaystyle =} {\displaystyle {\frac {(n-k+1)n!}{(n-k+1)k!(n-k)!}}+{\frac {kn!}{k(k-1)!(n-k+1)!}}}
{\displaystyle =} {\displaystyle {\frac {(n-k+1)n!+kn!}{k!(n-k+1)!}}}
{\displaystyle =} {\displaystyle {\frac {(n+1)n!}{k!((n+1)-k)!}}}
{\displaystyle =} {\displaystyle {\frac {(n+1)!}{k!((n+1)-k)!}}}
{\displaystyle =} {\displaystyle {n+1 \choose k}}